# WebEx

O conferință web rulată prin aplicația Cisco WebEx

WebEx Communications Inc este o subdiviziune a companiei Cisco care oferă servicii privind colaborarea la cerere, întâlniri online, conferințe web și conferințe bazate pe aplicații video. Produsele sale includ WebEx Meeting Center, WebEx Training Center, WebEx Support Center, WebEx Sales Center, WebEx Enterprise Edition, MeetMeNow, PCNow, WebEx AIM Pro, WebEx Connect și altele. Potrivit analistului IDC, WebEx este un lider pe acest segment piață.

## Istorie
WebEx a fost inființată în anul 1995 de către Subrah Iyar și Zhu Min. În anul 1991 Zhu a fost co-fondatorul Future Labs (una dintre primele companii care a produs software pentru colaborare documentară).Zhu a avut întrevedere cu Iyar, apoi cu vice-președintele și directorul general al Quarterdeck Inc. Iyar a fost numit președintele al companiei Future Labs , care ar fi fost făcută o filială Quarterdeck, și în același an Iyar și Min au mers spre calea de fonda compania WebEx. La 15 martie 2007, Cisco Systems a anunțat ca va achiziționa WebEx pentru suma de 3.2 miliarde dolari.

## Servicii
Toate aplicațiile de WebEx sunt construite pe platforma MediaTone și sprijinit de către MediaTone WebEx Network, o rețea globală destinată de a fi utilizate cu programe la cerere (en:on-demand).
WebEx Application Suite WebEx oferă o suită de aplicații proiectate special pentru mediul de afaceri, cum ar fi vânzări, suport, training și a procesele de marketing.
- WebEx Meeting Center - recreează întâlniri față-în-față cu date în timp-real, aplicații, capabilități de partajare voce și video.
- WebEx Sales Center - este caracterizată prin notificarea automată pentru a alerta profesioniștii din domeniul vânzărilor atunci când aceștia își pierd atenția asupra portalurilor din propria perspectivă, portaluri de perspectivă de marcă care oferă un loc sigur în care să facă schimb de informații, raportarea și analiza vânzărilor în timp real.
- WebEx Training Center - Conceput pentru formatori, include sesiuni de sprijin și testarea cursanților. Recent a fost adăugat un modul LMS. O componentă globală a  e-learning Suite.
- WebEx Support Center - permite  agenților a serviciului suport tehnic de a identifica, urmări și de a rezolva problemele clienților printr-o sesiune sigură de suport online.
- WebEx Eveniment Center - proiectată special pentru seminare web și evenimente; WebEx Eveniment Center include  gestionarea  invitațiilor prin e-mail invitație și jurnale de evenimente.
- WebEx Livestream - concepute special pentru evenimente mari (100 - 200000 participanți), care necesită o producție la fața locului, TV video de calitate, voce și slide-uri PowerPoint.
- WebEx Consulting Service - reprezintă echipele de experți care pot oferi educație, conținut, și / sau livrare în care se referă la construirea echipelor de vânzări online, universități, programe de marketing, etc
- WebEx WebOffice - proiectat pentru întreprinderi mici, WebEx WebOffice oferă o suită de colaborare la cerere, inclusiv un manager de documente, calendar de grup, administrarea bazei de date, manager de sarcini și alte instrumente de colaborare de afaceri.

## MeetMeNow și PCNow
- MeetMeNow - este o aplicație web generică destinată pentru uzul persoanelor fizice. Permite utilizatorilor să efectueze întâlniri instantanee nelimitat cu până la 15 participanți. Nu include site-uri personalizate de marcă.
- PCNow - permite utilizatorilor să acceseze de la distanță în siguranță computerele cu ajutorul unui telefon mobil sau cu navigatorul web.

## Guvernarea corporativă
Consiliul de administrare:
- Alfred R Berkeley III,
- Michael T Flynn
- Subrah S Iyar
- Anthony R Muller
- Casimir Skrzypczak

Echipa de management:
- Subrah S. lyar, Chairman and Chief Executive Officer
- Michael T. Everett, Chief Financial Officer
- David Berman, President of Worldwide Sales & Services
- Gary Griffiths, President of Products & Operations
- David Farrington, Vice President Corporate Development and General Counsel
- Rick Faulk, Chief Marketing Officer and President WebEx Small Business
- Patrick Moran, Sr. Director of Web Marketing

KPMG LLP are the contabili independenți.